# メタノコックス綱
メタノコックス綱(Methanococci)は主に海洋に分布するメタン生成古細菌の1綱である。
グラム陰性で運動性を持つ球菌であり、水素と二酸化炭素、またはギ酸を資化して増殖する。細胞表面は単純タンパク質性の薄い細胞壁（S層）に包まれているが、機械的強度が弱く純水や界面活性剤に接触すると容易に溶菌する。メタノコックス科は常温性（または弱い好熱性）で海洋沈殿物などの広い嫌気条件、メタノカルドコックス科は超好熱性で深海の熱水噴出孔などに生息する。GC含量が低く（一般に40%以下）、これにより同じグラム陰性のメタン菌メタノミクロビウム綱との区別が可能である。
メタノコックス綱の仲間ではMethanocaldococcus jannaschiiが最も研究が進んでおり、古細菌として初めて全ゲノムの配列が解読された。古細菌はDNA複製、転写、翻訳などに真核生物に似たところがあると言われていたが、これによりゲノムレベルで類似していることが実証された。至適条件での世代時間が26分とメタン菌の仲間では2番目に速いため、この他様々な研究に使用されている。
メタノコックス綱はユリアーキオータ門の綱の1つで、系統解析からはメタノバクテリウム綱やメタノピュルス綱に近縁なことが示されている。下位分類はメタノコックス目以下1目2科4属が設定されている。

## 下位分類
本目の基準属であるMethanococcusが提唱されたのは1936年にまで遡るが、分類は何度か変更されている。例えば当初基準種だった"Methanococcus mazei"は、現在Methanosarcina属に移されており、現在の基準種はMethanococcus vannieliiである。Methanocaldococcus jannaschiiも、かつては"Methanococcus jannaschii"と呼ばれていた（現在でも呼ぶことがある）。
- メタノコックス目/Methanococcales
  - メタノコックス科/Methanococcaceae
    - メタノコックス属/Methanococcus
      - Methanococcus vannielii - Methanococcus aeolicus - Methanococcus maripaludis - Methanococcus voltae

    - メタノテルモコックス属/Methanothermococcus
      - Methanothermococcus thermolithotrophicus - Methanothermococcus okinawensis

  - メタノカルドコックス科/Methanocaldococcaceae
    - メタノカルドコックス属/Methanocaldococcus
      - Methanocaldococcus jannaschii - Methanocaldococcus fervens - Methanocaldococcus indicus - Methanocaldococcus infernus - Methanocaldococcus vulcanius

    - メタノトッリス属/Methanotorris
      - Methanotorris igneus - Methanotorris formicicus